# Tigri
(Isidoro di Siviglia. Etymologiarum sive originum liber XIII, XXI De fluminibus.)

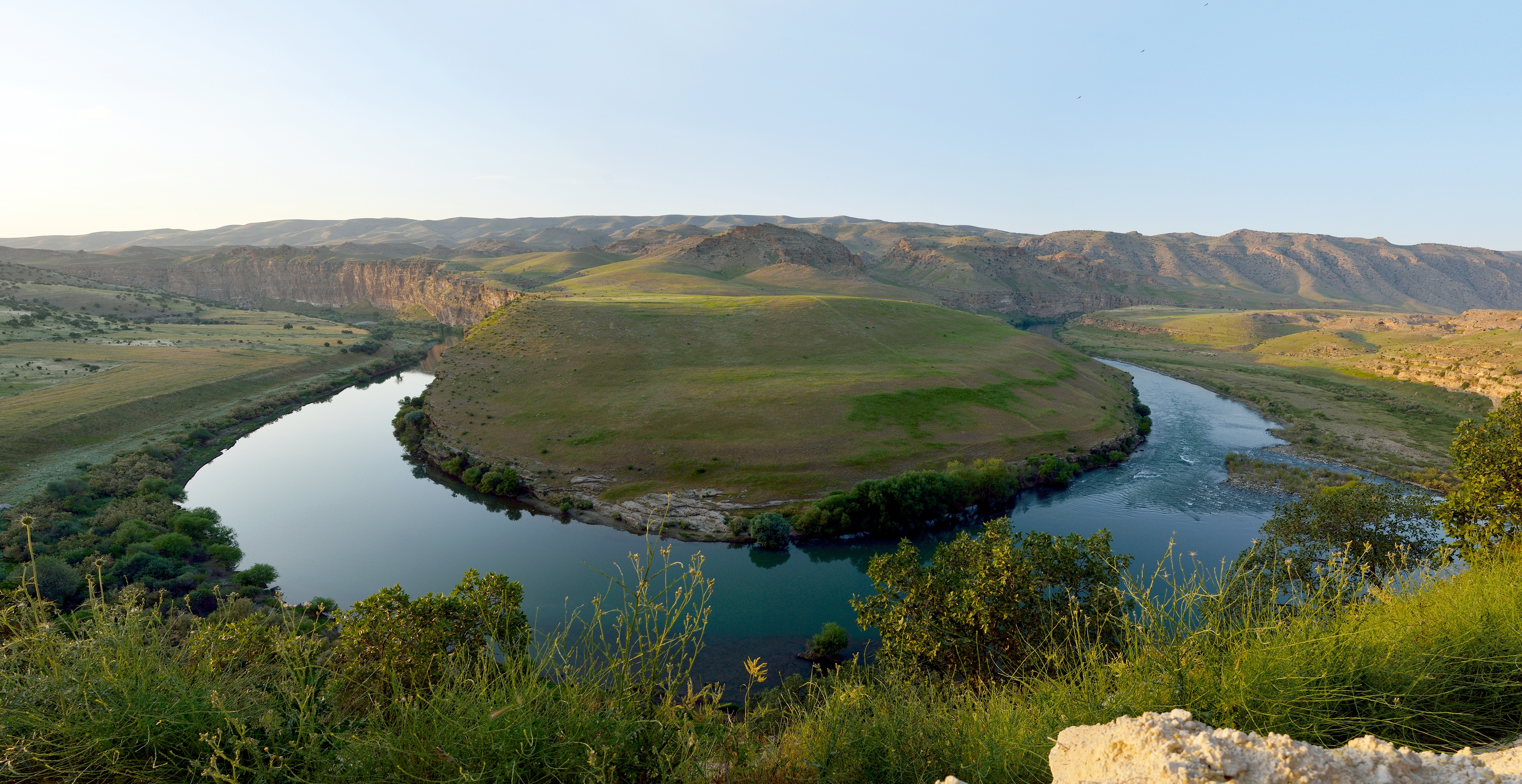
Tigri,Êlih

Il Tigri (dall'antico persiano Tigrā, poi divenuto Tigr, conservato nel curdo Tîj / Tûj / Tîr , mentre in sumero era 𒀀𒇉𒈦𒄘𒃼 ÍDigna o ÍDigina "fiume acqua corrente" o "fiume dalle acque rapide" e in accadico 𒇉𒈦𒄘𒃼 Idiqlat, da cui derivano l'aramaico ܕܝܓܠܐܬ Deqlath - o anche דגלה Diǧla -, il siriaco ܕܹܩܠܵܬ Deqlath, l'arabo دجلة Dijla, il turco Dicle e l'ebraico חדקל ḥiddeqel) è un importante fiume dell'Asia occidentale lungo 1.900 km.

## Percorso del fiume
Nasce in Turchia nella catena montuosa del Tauro armeno, circa 25 km a sudest della città di Elâzığ e a una trentina di chilometri di distanza dal corso superiore dell'Eufrate, l'altro grande fiume della Mesopotamia (che significa appunto "terra in mezzo ai fiumi") con cui andrà a congiungersi dopo un percorso di circa 1850 km. Il Tigri scorre per 400 km attraverso il territorio turco prima di andare a costituire il confine tra Siria e Turchia. Questo tratto di 44 km è l'unico che bagna la Siria. I rimanenti 1.418 km sono interamente in territorio iracheno, dove si sviluppa gran parte del suo corso e in cui riceve diversi affluenti da sinistra (Grande Zab, Piccolo Zab, al-Adhaym, Diyala e Karkheh).
Qui raggiunge poi la grande pianura alluvionale della Mesopotamia meridionale. Bagna importanti città irachene come Mosul, e la capitale Baghdad, con un regime sempre soggetto a forti variazioni stagionali, creando le condizioni per piene catastrofiche in primavera, contrastate con la costruzione di diverse dighe lungo il suo corso. Prima di raggiungere la foce si unisce a Bassora con l'altro grande fiume iracheno, l'Eufrate, cambiando nome in Shatt al-'Arab e sfociando così nel Golfo Persico. 
Pur essendo più corto e con un bacino meno esteso, ha una portata quasi doppia rispetto all'Eufrate.
Secondo la descrizione di Plinio il Vecchio e di altri storici antichi, sia il Tigri che l'Eufrate sfociavano direttamente nel mare, la cui linea di costa era allora molto più arretrata di quella attuale, senza confluire l'uno nell'altro come nella situazione odierna.
Ai tempi dello sviluppo delle civiltà mesopotamiche, come i Sumeri, molte delle città più importanti del periodo sorgevano sul Tigri o nelle sue vicinanze, come Ninive, Ctesifonte, Seleucia e Lagash, che era irrigata da un canale scavato nel 2400 a.C.
Lungo il corso del fiume presso la città di al-Kut è presente una diga.